# 解放区 (島谷ひとみの曲)
『解放区』（かいほうく）は、島谷ひとみの2枚目のシングル。2000年9月27日にavex traxよりリリースされた。

## 概要
前作『大阪の女』から約1年2か月振りの発売となった。本作からマキシシングルのみでの発売となった。島谷のポップス転向第1弾シングルであり、表題曲は切なさのうちに情熱を込めたミディアム・チューン。次のような別バージョンがある。
- 1枚目のアルバム『PAPILLON』に「album version」を収録。
- 5枚目のシングル『やさしいキスの見つけ方』に「one love remix」を収録。
- 9枚目のシングル『いつの日にか…』に「2002オリジナル・ヴァージョン」を収録。

## 収録曲
全曲作詞：松井五郎　編曲：明石昌夫
1. 解放区
作曲：織田哲郎
カネボウ「REVUE」CMソング
中京テレビ・日本テレビ系「ヤミツキ」エンディングテーマ
2. Eternity
作曲：秋元薫
3. 解放区 (Instrumental)
4. Eternity (Instrumental)